# Matsumoto Shunichi
Matsumoto Shunichi (tiếng Nhật: 松本 俊一; âm Hán Việt: Tùng Bản Tuấn Nhất) (7 tháng 6 năm 1897 – 25 tháng 1 năm 1987) là một chính khách Nhật Bản.

## Sự nghiệp ngoại giao
Matsumoto có bằng luật học của Viện Đại học Tokyo trước khi gia nhập chính trường Nhật Bản. Thời Chiến tranh thế giới thứ hai Matsumoto nắm chức Thứ trưởng Ngoại giao trong nội các của tướng Tōjō Hideki.
Năm 1944 thì ông lãnh nhiệm làm đại sứ ở Đông Dương. Ngày 9 tháng 3, 1945, Matsumoto Shunichi là người trao tối hậu thư cho Toàn quyền Đông Dương là Jean Decoux đòi chính quyền Bảo hộ đầu hàng, giao quyền lại cho Quân đội Đế quốc Nhật Bản. Không lâu sau đó ông trở về nhiệm sở Thứ trưởng Ngoại giao ở Tokyo cho đến khi Đế quốc Nhật Bản đầu hàng lực lượng Đồng Minh.
Ông là một tiếng nói trong phe chủ hòa, kêu gọi triều đình Nhật Bản chấp nhận các điều khoản trong Tuyên bố Potsdam của phe Đồng Minh.
Sang thập niên 1950 Matsumoto được bổ sang Anh làm đại sứ. Ông về nước năm 1955, đắc cử vào Hạ viện Quốc hội Nhật Bản. Ông có chân trong việc tái thiết bang giao giữa Nhật và Liên Xô thời hậu chiến.

## Tác phẩm
- Mosukuwa ni Kakeru Niji [Cầu vồng trên bầu trời Moskva — Hồ sơ mật tái lập bang giao Nhật-Xô] (Asahi Shimbunsha, 1966) - hồi ký ngoại giao 1955-1956